# 5488 Кійосато
5488 Кійосато (5488 Kiyosato) — астероїд головного поясу, відкритий 13 листопада 1991 року.
Тіссеранів параметр щодо Юпітера — 3,209.